# Copris fallaciosus
Copris fallaciosus är en skalbaggsart som beskrevs av Gillet 1907. Copris fallaciosus ingår i släktet Copris och familjen bladhorningar. Inga underarter finns listade i Catalogue of Life.